# Vanek Ákos
Vanek Ákos (Budapest, 1984. szeptember 27. –) világ- és Európa-bajnoki bronzérmes, világkupagyőztes triatlonista, aki az FTC-ben úszóként kezdte sportpályafutását, majd 13 éves korától a triatlon sportágban versenyzett.
Pályafutása során a Budaörsi Triatlon Klub versenyzője volt, ahol testvére, Vanek Margit is csapattársa volt. Nagyapja Lombos Dezső magyar bajnok atléta, gátfutó, edző.
2013-ban a Moholy-Nagy László Művészeti Egyetemen végzett vizuális kommunikáció szakon.

## Sportpályafutása és eredményei
Vanek Ákos számos nemzetközi és hazai versenyen ért el kiemelkedő sporteredményeket. 2011-ben a Tiszaújvárosi Triatlon Világkupán bronzérmet nyert, több mint egy évtized után ő volt az első magyar versenyző, aki dobogóra állhatott ezen a versenyen.
2012-ben a yokohamai Triatlon Világbajnoki Széria (WTS) futamon a 13. helyen végzett, ami az egyik legjobb magyar eredménynek számított abban az évben. 
2014-ben a triatlon világbajnokságon bronzérmet szerzett a vegyes váltóval, míg egyéniben világkupa-győzelmet aratott aranyérmesként a Tiszaújvárosi Triatlon Világkupán, ahol első magyarként sikerült Világkupán győzedelmeskednie. 2016-ban az Európa-bajnokságon bronzérmet nyert.

## Díjai és kitüntetései
Pályafutása során több elismerésben részesült. 2015-ben a Magyar Olimpiai Bizottság Fair Play bizottságának döntése alapján nemzetközi Fair Play-díjat kapott, miután a 2014-es tiszaújvárosi világkupa győzelme után az aranyérmét a korábbi triatlonistának, a súlyos autóbalesetéből lassan felépülő Benedek Lászlónak, a győzelmét pedig az autóbalesetben elhunyt ifj. Márkus Gábornak ajánlotta.
2021-ben az akkori emberi erőforrás minisztertől, Prof. Dr. Kásler Miklóstól a Magyar Sport Napja alkalmából megkapta a kiemelkedő teljesítményt nyújtó sportolók életművének elismerésére adományozható Csik Ferenc-díjat Görbicz Anita kézilabdázó és Engelhardt Katalin parasportoló mellett. A díjjal járó pénzjutalmat az Országos Mentőszolgálatnak ajánlotta fel, ahol a versenyzést követően mentősként dolgozott.
Először 2006-ban, majd 2010-ben is megkapta Budaörs Város Önkormányzatának Testnevelési és Sport Díj kitüntetését.
2011-ben és 2012-ben az év férfi triatlonversenyzőjévé választották.

## Magánélet
A sportkarrierje után 2019-ben Vanek Ákos az Országos Mentőszolgálatnál helyezkedett el mentősként. 2020 áprilisában, a koronavírus-járvány idején, a húsvéti vigília során keresztelkedett meg egy budapesti templomban. A szertartáson mentős egyenruhában vett részt, ami szimbolizálta új hivatását és elkötelezettségét az emberek segítése iránt, aminek híre később bejárta a világsajtót. 2024 januárjában szerelt le, azóta saját vállalkozását vezeti.

## Évszám szerint főbb eredményei
- 2009: Triatlon Junior Világbajnokság, Queenstown – 9. hely
- 2011: Triatlon Világkupa, Edmonton – 7. hely
- 2011: Csapat Világbajnokság, Lausanne – 7. hely
- 2011: Triatlon Világkupa, Tiszaújváros 3. hely
- 2012: Triatlon Világkupa, Tongyeong – 6. hely
- 2012: Triatlon Világbajnoki Széria (WTS), Yokohama – 13. hely
- 2013: Triatlon Világkupa, Tongyeong – 11. hely
- 2014: Francia Grand Prix, Quiberon – 7. hely
- 2014: Triatlon Világkupa, Tiszaújváros – 1. hely
- 2014: Triatlon Csapat Világbajnokság, Hamburg, vegyes váltó – 3. hely
- 2016: Triatlon Európa-bajnokság – 3. hely